# Hugo Wick

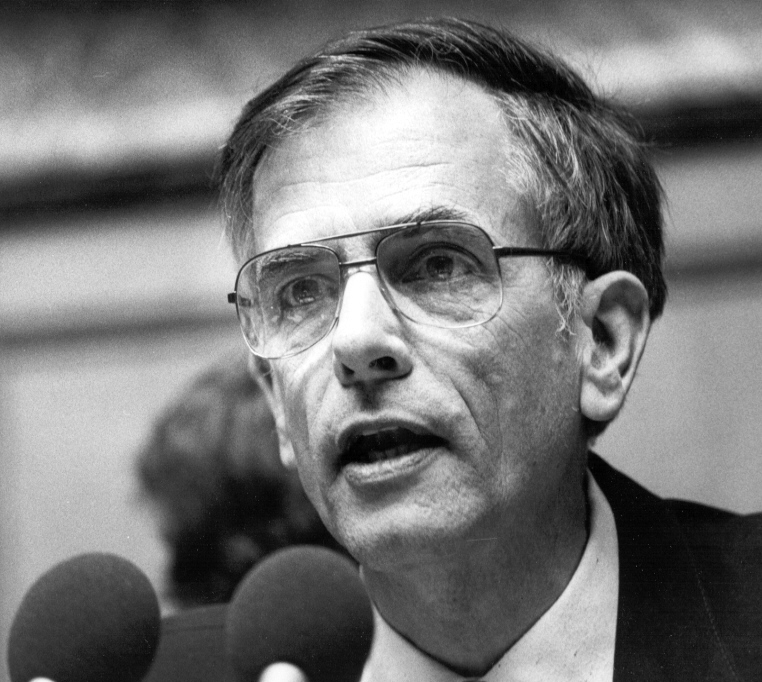
Hugo Wick im Nationalrat (1987)

Hugo Ernst Wick (* 12. September 1935 in Basel; heimatberechtigt ebenda) ist ein Schweizer Politiker (CVP) und Arzt.

## Leben und Beruf
Hugo Wick ist ein Sohn von Franz Joseph Wick, dem früheren Wirt des Restaurants Lällenkönig in Basel, und der Martha Pauline geborene Gabriel. Er studierte Medizin an der Universität Basel (Staatsexamen 1960, Dr. med. 1961) und absolvierte von 1969 bis 1970 ein Zusatzstudium in Biochemie in London. Von 1961 bis 1962 war er am Nirmala Hospital in Kerala, Indien, tätig. Von 1962 bis 1963 war er Angestellter des Pharmakologischen Instituts der Universität Basel, von 1963 bis 1998 Assistenzarzt, Oberarzt und leitender Arzt für angeborene Stoffwechselkrankheiten an der Universitäts-Kinderklinik Basel.
Wick heiratete 1963 die Tochter eines Arztes und hat vier erwachsene Kinder. Er lebt in Basel.

## Politik
Hugo Wick war von 1978 bis 1984 Präsident der CVP Basel und von 1987 bis 2001 Mitglied des Präsidiums der CVP Schweiz. Von 1972 bis 1983 und von 1988 bis 1991 war er Basler Grossrat (1991 Präsident), von 1983 bis 1987 und von 1991 bis 1995 Nationalrat und von 2000 bis 2005 Basler Verfassungsrat (von 2003 bis 2004 Präsident).
1986 reichte Hugo Wick als Erster im Schweizer Parlament einen parlamentarischen Vorstoss zum menschengemachten Klimawandel ein. Er schrieb bereits damals: «Durch das Verbrennen von Kohle, Erdöl und Erdgas sowie durch das Abholzen grosser Waldgebiete, insbesondere in den Tropen, steigt die Konzentration von Kohlendioxid in unserer Atmosphäre seit Jahrzehnten exponentiell an. Zahlreiche Klimaforscher befürchten, dass dieser CO2-Anstieg zu einer eigentlichen Klimakatastrophe oder Klimarevolution, mit unabsehbaren Folgen für unsere Umwelt, führen kann.»
Von 1981 bis 1995 war er Mitglied der Kuratel der Universität Basel sowie Vizepräsident der International Association for Maternal and Neonatal Health.
Im Militär bekleidete er den Rang eines Majors.